# Jaime Pedro Gonçalves
Jaime Pedro Gonçalves (Manica, 23 de novembre de 1936- Beira, 16 d'abril de 2016) va ser un religiós moçambiquès, arquebisbe de Beira i president de la Conferència Episcopal de Moçambic dos cops.

## Biografia
Fou ordenat sacerdot a Beira el 17 de desembre de 1967. El 1975 fou nomenat pel papa Pau VI coadjutor del bisbat de Beira i bisbe de la seu titular de Ficus. Fou ordenat bisbe per l'aleshores bisbe de Porto Amélia (avui Pemba), Januário Machaze Nhangumbe
El 3 de desembre de 1976 fou nomenat bisbe de Beira després de la renúncia del titular Ernesto Gonçalves da Costa. El 4 de juny de 1984 fou elevat a arquebisbe. També fou president de la Conferència Episcopal de Moçambic dos cops, de 1976 a 1986 i de 2002 a 2006.
És considerat un dels artífex del procés de pau posterior a la guerra civil de Moçambic. El 14 de gener de 2012 presentà la seva renúncia al papa Benet XVI per raons d'edat.